# Alemannische Beispielsätze

Das traditionelle Verbreitungsgebiet westoberdeutscher (=alemannischer) Dialektmerkmale im 19. und 20. Jahrhundert.

Dieser Artikel behandelt alemannische Beispielsätze. Das Alemannische ist ein vielseitiger Dialekt, der von Ort zu Ort, aber besonders von Region zu Region unterschiedlich ist. Zur Darstellung der Unterschiede, gibt es hier eine Auflistung von alemannischen Dialekten.

## Beispielsatz (hochdeutsch)
- Mutter: Warst du auf dem Markt einkaufen?
- Fritzchen: Ja, ich habe drei Kilogramm Kartoffeln, 250 Gramm Butter, ein Glas Johannisbeermarmelade und eine Packung Spaghetti gekauft.

## Übersetzungen

### Schwäbisch

#### Neckar-Alb-Schwäbisch
- D’Muader: Bischd uffam Märkt eikaufa gwäa?
- S’Fritzle: Jo, i hao drei Kilo Krommbiera / Äbiera, a halbs Pfond Budder, an Hafa Treibles-Gsälz ond a Päggle Schbageddi kauft

#### WestlichesHeuberg-Schwäbisch (südwestlicher Albzipfel Albhochfläche)
- d’Muadr: Bisch(d) uff 'em Markt gi ikaufe gsi?
- s’Fritzle: Jo, i hau drei Kilo Jädepfel/Hädepfel, und a halbs Pfund Buttr/Angr/Gander, an Hafe/Botdich Treiblesgsälz und a Packung/Päckli Schbagetti kauft.

#### ÖstlichesHeuberg-Schwäbisch (südwestlicher Albzipfel Albhochfläche)
- d’Muadr: Bisch(d) uff 'em Markt ge eikaufa gsei?
- s’Fritzle: Jo, i hau drei Kilo Jädepfel/Hädepfel, ond a halbs Pfond Buttr, an Hafe/Botdich Treiblesgsälz ond a Packong/Päckle Schbagetti kauft.

#### Baar-Schwäbisch (östliche Baar)
- d’Muttr: Bisch uffem Märt ge/beym eekaufa gsee?
- dr Fritz: Jå, i han drey Kilo Herdepfel[1] ond ä halb Pfond Buttr, ä Glas Treiblesgsälz ond ä Päggle Spaghetti kaufd.

#### Baar-Schwäbisch (Seitingen)
- "[dmʊ:ɛ̃ɗɒ]:" [bɪʃ(ɗ) ʊfm mæakɗ gsɛ]
- "[dɛ frɪt͡s]:" [jɑ̃ iha dri: ki:lo hæɑdɛp͡fl ɛ̃ halɓ p͡funɗ bʊɗr ɛ̃ glæslɛ trɛiblɛgsælt͡s ʊnɗ ɛn ɓaɠ ʃɓà:geɗi: koʊfɗ]

#### Oberschwäbisch(zwischen Alb und Bodensee)
- D’Moddr: Bisch uff’m Markt g’sei, beim/ge eikaufâ?
- S’Fritzle: Jô, i hau/hon drei Killo Grombiira / Äâdepfl, a halbs Pfundt Budtr, en Hafâ Treibles-Gsälz und a Päckle Schbagetti kauft.

#### Ostschwäbisch (Augsburg, Stadt und Umland)
- D’Muadar: Bisch âuf'am/âuf'em/âuf'm (âof-/off-) Markt éikâufa/éikâofa (eikaufa/aikaufa/oikaufa/eikoffa/aikoffa/oikoffa) gwésar?
- Ds'Fritzle: Ja, i hâo (hâ/hao/hau/hâu/hou)/hâb (hab/hob) dréi (drei/drai/droi) Kilo Erdäpfl/Kardoffla/Grombiara, a halbs/halbads Pfund/Pfond Buddr, a Glââs Johannisbéarla-Marmelôôd-/Gsälz und/ond a (-ar) Päggle/Bäggle Schbageddi kâuft/kâoft/kofft.

#### Reutte(Tirol)
- D’ Muater: 'Bisch aufm Markt inkoufa gwest?
- Dr Fritz: Joo, i hon drei Kilu Grumpara, an viertlkilo Butter und a Glas Johannesbeer-Gsalz und a Päckle Spaghetti kooft.

### Nieder/Oberrhein-Alemannisch

#### Basel
- Mueter: Bisch uffm Märt gsi go iikaufe?
- Fritzli: Joo, i(ch) ha drei Kilo Hä(r)döpfel, e halbs Pfund Angge, e Glaas Johannisbeer-Gomfi und e Päggli Spagetti kauft.

#### Huttingen(Dreiländereck; alemann.: Huddige)
- D’Mueda Bisch uff em Märt go iichaufe gsi?
- S’Fritzli: Jo, ich ha drey Kilo Hädöpfel/krummbyere, ä halbs Pfund Angge, ä Gläsli Johannisbeeri-Guezeli und ä Packig Schbageddi gchauft.

#### Jechtingen(Südbaden/Kaiserstuhl; alemann.: Eächdingä)
- D’Müddar: Bisch uffm Märgd ge iikaüfä gsi?
- S’ Fritzli: Hejo, ich hab drey Kilo Häddebfl, ä veerdl Budda, ä Gläsli Johannistribiligühz un ä Päggli Schbageddi keufd.

#### Freiburg im Breisgau(Deutschland/Südbaden)
- D’Mamme: Bisch zum ikaufe uffem Friiburger Märt gsi?
- S’ Fritzli: Hajoh, ich hap drei Kilo Härdäbfel, eh halbs Pfund Budda, e Gläsli Johannisbeermamelad un e Päggli Schbageddi kaufd.

#### Löffingen(Südbaden, Hochschwarzwald, alemann.: Leffingä)
- D’ Mamme: Bisch im Schdädtli/uffem Märgt iikaufe gsi?
- S’ Fritzli: Jo, ech hann drei Kilo Härdepfel, ä halb Pfund Budder, e Glas Johannisbär-Mues un ä Päckli Schbageddi g´hollt.

#### Furtwangen(Südbaden, Schwarzwald)
- D’ Muäder: Bisch uffem Märigt (ge) iikaufe gsi?
- S’ Fritzli: Jå, ich hann drei Kilo Härdepfel, ä halb Pfund Budder (älter: Angge), e Glas Johannisbeer-Mues un ä Päckli Schbageddi g´hollt.

#### Zell am Harmersbach(Ortenau/Mittleres Kinzigtal)
- D’Muäder: Bisch uffm Märkt iikaufe gsi?
- ’s Fritzli: Hajå, ich hab drey Kilo Ärdepfl, e halbs Pfund Budder, e Glas Johannisbeerschleck un e Päckli Schbageddi kauft.

#### Hofweier(Ortenau)
- d Müader: Bisch uffm Märig iikaufe gsii?
- ’s Fritzli: Hajo, ich hab drey Kilo Ärdepfl, e halbs Pfund Budder, e Glas Hansetriebelischleck un e Pack Schpageddi kauft.

#### Goldscheuer(Ortenau)
- D’Mamme: Bisch uffm Märkt iikaufe gsinn?
- ´d Frizl: Ahse, hab drey Kilo Ärdepfl, ä halbs Pfund Budder, e Glas Kandistrieblschläggl un e Päckl Schbageddi kauft.

#### Iffezheim(Deutschland/Mittelbaden)
- D’Muuder: Bisch uff'm Märk ingkoufe gwä?
- S’Fritzel: Joo, i hab drei Kilo Grumbiire, e halbs Pfund Budda, e Glas Johonnisbeerschlecksl un e Päckl Schbaigeddi koufd.

#### Oberehnheim(Obernai), (Unterelsass)
- d’Màmme: Bìsch dü uf'm Marik inköife gsì?
- s Fritzle: Hajo, ìch hàb drej Kilo Hàrdäpfel, e hàlb Pfund Butter, e Glàs Johannesbeerkonfitür/schlackl un e Packl Spàghetti köift.

#### Mülhausen(Mulhouse), (Oberelsass)
- d’Màmma: Besch dü uf’m Màrkt iikàüfa gsé?
- s’Fritzla: Hajo, ech hà drej Kilo Hàrdepfel, a hàlb Pfund Butter, a Glàs Johànnesbeerkonfitür un a Pàckla Spàghetti kàüft.

### Hoch/Süd-Alemannisch

#### Balzers, (Liechtenstein)
- D’Mamma: Bischt uffem Mart am iikofa gse?
- S’Fritzle: Jo, i ha drei Kilo Hardöpfel, a viertel Kilo Putter, a Glas Johannisbeer-Saft und an Pack Schbageti koft.

#### Chur,Graubünden
- D’ Muater: Bisch uffam Markt gsi gu iikhaufa?
- Dr Fritzli: Khlaar, i han drej Khilo Herdöpfel, zweihundertfuffzg Gramm Butter, as Glas Trüübliggomfi und as Päggli Schpagetthi khauft.

#### Davos,Graubünden
- D’ Mueter: Bischt uffem Markt gsi ga poschte?
- Dr Fritzli: Gwüss, i han drii Kilo Herdöpfel, zwaihundertfüffzg Gramm Schmalz, es Glaas Griifla-Ggomfi und es Pack Schpagetti gkauft

#### Bad Ragaz,Kanton St. Gallen
- D’Mueter: Bisch ufa Märt go poschta?
- S’Fritzli: Jo, i ha drü Kilo Härdöpfel, zweihundertfüfzg Gramm Puttr, a Glas Johannisbeeri-Confi und a Paggig Schpaghetti kauft.

#### Schaan, (Liechtenstein)
- D’Mama: Bisch ufem Markt am iikofa gse?
- S’Fritzle: Jo, i ha drei Kilo Härdöpfel, a viertel Kilo Putter, a Glas Johannisbeer-Komfi und an Pack Schpagetti kooft.

#### Toggenburg
- D’Muätə: Bisch uf dä Mäət go poschtä?
- Dä Fritzli: Jo, i ha drü Kilo Hèədöpfel, zwähondətföfzg Gramm Puttə, äs Glas Johanisbeer-Gomfi und än Pack Schpaghetti kauft.

#### St. Gallen(Stadt)
- D’Muätär: Bisch uf dä Markt go poschtä?
- Dä Fritzli: Jo, i ha drü Kilo Häərdöpfl, zwaihundrtfüfzg Gramm Puttə, äs Glas Johanisbeer-Gomfi und än Pack Schpaghetti kauft.

#### Appenzell Innerrhoden
- D’Muètè: Bischd z Maat gse gi pôschtè?
- Dè Fritzli: Jô, i ha dreu Kilo Hèdepfl, zwäähôndèdföfzg Gramm Schmaalz, è Glaas Sannt-Johannsbei-Latwèri ônd èn Pack Schpagètti kauft.

#### Zürich
- D’Mueter: Bisch uf de Mèrt go poschte?
- De Fritzli: Ja, ich han drüü Kilo Hèrdöpfel, es halbs Pfund Anke, es Glas Trüübeli-Gomfi und es Pack Schpagetti kauft.

#### Luzern
- D’Muetter: Besch ofem Märt gse go poschte?
- De Fretzli: Jo. ech ha drüü Kilo Härdöpfu, es haubs Pfond Anke, es Glas Trüübali-Komfi ond es Pack Schpaghetti chouft.

#### Sursee
- D’Muetter: Besch ofem Määrt gsi go poschte?
- De Fretzli: Jo. Ech ha drüü Kilo Häppere, es haubs Pfond Anke, es Glaas Trüübali-Komfi ond es Pack Schpagetti kouft.

#### Olten
- D’Mueter: Besch ofem Märed gsy go boschte?
- Dr Fretzli: Jo, e ha drüü Kilo Härdöpfu, es haubs Pfond Anke (od. Botter), es Glas Meertrüübeli-Gomfi und es Pack Schpagetti gchouft.

#### Langenthal
- D’Mueter: Bisch ufem Märit gsy, go ychoufe/poschte
- De Fritzli: Jo, i ha drüü Kilo Härdöpfu, es haubs Pfung Anke, es Glas Meertrüübeli-Gonfi u äs Pack Schpagetti gchouft.

#### Bern,Kanton Bern
- D Muətər: Bisch ụf əm Märit gsy ga ȳchouffə?
- Ds Fritzli: Ja, i ha drụ̈ Kilo Härdöpfu, əs haubs Pfund Ankə, əs Glās Meertrụ̈bəli-Gonfi und ə Packig Spagetti gchouft.

#### Solothurn,Kanton Solothurn
- D Muetr: Bisch ufm Märit gsy go ichaufe?
- Ds Fritzli: Jo, i ha drü Kilo Härdöpfu, s haubs Pfung Anke, es glas Meertrübeli-Gonfi und e Packig Spaghetti kauft.

#### Möhlin, unteresFricktal,Kanton Aargau
- D’ Muetter: Bisch uffem Märt gsi go ychaufe?
- ’s Fritzli: Jo, i ha drey Kilo Härdöpfel, zwoihundertfufzig Gramm Butter, ä Glas Trübeli-Gomfi und ä Päckli Spaghetti kauft.

#### Laufenburg, oberesFricktal,Kanton Aargau
- D’ Muetter: Bisch ufem Märt gsi go ychaufe?
- ’s Fritzli: Jo, i ha drü Kilo Härdöpfel, zwoihundertfüfzg Gramm Butter, es Glas Trübeli-Gomfi und es Päckli Spaghetti kauft.

#### Rheinfelden (Baden),Grenzach-Wyhlen
- D’ Mamme: Bisch uf em Märt gsi go iichaufe?
- S’ Fritzli: Jo, ich ha drai Kilo Herdöpfel, e halbs Pfund Anke, e Glas Johannisbeeri-Gutzi und e Packig Spagetti gchauft.

#### Lörrach(Südbaden, Markgräflerland)
- Mueter:Bisch uff'm Märt gsi go iichaufe?
- Fritzli:Joo, ich ha drei Kilo Härdöpfel/Grumbiire, e halb Pfund Angge, e Glas Zanderli-Gutzi un e Päggli Schbageddi gchauft.

#### Weil am Rhein,Markgräflerland(Deutschland/Südwestbaden, im Dreiländereck)
- D’Müder: Bisch uff'm Märt go iichaufe gsi ?
- S’Fritzli: Joo, ich ha drei Kilo Grumbiire, ä halbs Pfund Angge, ä Glas Zanderli-Gützeli un ä Packig Schbageddi gchauft.

#### Opfingen,Breisgau(Deutschland/Südwestbaden)
- D Möeder: Bisch ùf em Määrd gsii go yychaufe?
- Dr Fridsli: Joo, ich haa drèi Kilo Härdebfel, e halbs Bfùnd Angge, e Glaas Hansisdriibili-Gueds ùn e Pagig Schifsnuudle gchauft.

### Höchst-Alemannisch

#### Attinghausen(Kanton Uri)
- d’Muäter: Bisch dü uf em Märcht ga poschtä gsi?
- ds’Fritzli: Ja, ich ha drii Kilo Härdepfel, zweihundärtfüfzg Gramm Ankä, äs Glas Johanissbeer-Kunfi und äs Pack Spaghetti gchaift.

#### Simplon(Kanton Wallis)
- d’Muätär: Bisch dü uf um Markt gsii ga ihchöifu?
- ds’Fritzli: Ja, ich hä drii Kilo Härpful, zweihundärtfifzg Gramm Aichu, us Glas Johanissbeer-Konfitür und us Pack Spaghetti gchoift.

#### St. Antoni(Sensebezirk,Kanton Freiburg)
- d Mueter: Bǜschù z Määrit gsyy?
- ds Fritzli: Ja, i ha drüü Kylo Häppere, as Mödeli Anke, as Glaas Johannysböri-Ggompfi ú'n as Päckli Spaghetti gchùùft.

### Bodensee-Alemannisch

#### Überlingen(z'Iberlinge)
- ’D’Mamme: Bisch uff m'Markt ge eikaufe gsi?
- ’S’Fritzle: Jó, i hon drei Killo Herdepfl, ä halbs Pfund Buttr, en Háve Johannesbeer-Marmelad und en Packe Schbagetti kauft.

#### Vorarlberg
- ’D’Muattr: Bisch uf'm Markt iikofa gsi?
- ’S’Fritzle: Jo, i han drü Kilo Grumppra, a viertl Kilo Puttr, a Glas Johannisbeer-Marmalad und an Pack Schpagetti kooft.

#### Dornbirn(Vorarlberg)
- D’ Muatr: ’Bischt ufm Markt ga ikofa gsi?
- ’S Fritzle: ’Jo, i hian drü Kilo Grumpra, a Stöckle Buttr, a Glas Johannisbeer-Igsottes und a Päckle Spaghetti ikoft.

#### Lustenau(Vorarlberg)
- D’ Muatr: ’Biäscht ufm Markt ga botta gsin?
- ’S Fritzle: ’Jô, iich han drü Kilo Groumpirre, a Stöckli Buttr, a Glas Johannisbeer-Hônk und a Päckli Schbagetti bottat.

#### Schruns(Montafon/Vorarlberg)
- D’Mama : Bischt ofam Markt ga iikofa gsi?
- Ds’Fritzli : Jo, ich hon drei Kila Ärdöpfel, a Stöckli Buttr, a Glas Johannisbeer-Marmelad und a Päckli Spaghetti kooft.

#### Egg(Bregenzerwald)
- ’D’Mama: Bischt ufm Maart ga inkoufo gsin?
- ’S’Fritzlä:Jo, i hea drü Kilo Grumppra, a Schlägle Buttor, a Glas Johannisbeer-Insutt und an Pack Schpagetti kouft.

#### Allgäu(Westallgäu)
- D’Mueter: Bisch üf`m Maart bim iikoufe gsi?
- S’Fritzle: Jo, i ho drei Kilo Grumbra, a halbs Pfund Butter, a Glas Johannesbeer-Marmelaad und a Packung Schpagetti kouft.

### Sonstige

#### Kämpfelbach beiPforzheim
(Oberrhein-Alemannisch mit schwäbischen und fränkischen Einschlägen)
- D’Muader: Bisch uff`m Markt eikaufa gwä?
- S’Fritzle: Hajo, i häb drei Kilo Grumbiire, e halbs Pfunn Budda, e Glas Hannsdreibles-Gsälz un a Päckle Schbageddi kaafd.

#### Rastatt, etwa 5 km von Iffezheim (Deutschland/Mittelbaden)
- D’Mudder: Bisch uff'm Moarkt eikaufe gwä?
- S’Fritzle: Joo, i heb drei Kilo Grumbeere, oi halb Pfund Budda, e Glos Johennisbeerschleck unn ä Bäggl Schbageddi koufd.

## Zweiter Beispielsatz (aus „Johann Peter Hebel“)
- Seine Kindheit verlebte Hebel während der Wintermonate in Hausen im Wiesental, wo seine Eltern Weber waren. Im Sommer arbeiteten die Eltern als Dienstleute in einem Basler Patrizier-Haus.

### Übersetzungen
- Sini Chindheit hät dr Hebel während dä Wintermonät z'Huuse im Wiesedal voläbt, wo sini Ältere Wäber gsi sin. Im Summer hän d'Ältere als Dienschtlüt inemne Basler Patrizier-Huus gschafft. (Weil am Rhein (Südbaden))
- Siini Chindheit het de Hebel während de Wintermonet z’Huuse im Wiesetal verläbt, wo siini Eltere Weber gsi sin. Im Summer hän d’Eltere als Dienschtlüt imene Basler Patrizier-Huus gschafft. (Grenzach-Wyhlen, Markgräflerland)
- As Chind ischt dr Hebel währet de Wintermonet z'Huuse im Wisetaal gsi, wo siin Ätti mit siinere Frau als Wäber gschaffed hend. Im Summer sind denn d' Eltere z'Basel immene Patrizierhuus Dienschtlüüt gsi. (Davos)
- Als Chind isch dä Hebel amul im Winter z´Huusä im Wisätal gsi, wo sini Elterä gwäbt händ. Im Summer sind dänn d’Elterä im ä Basler Patrizierhus z'Dienst gangä. (Zürich)
- Syni Chendheit het der Hebel während de Wentermönet z'Huuse em Wisetau verbrocht, wo syni Öutere Wäber gsy se. Em Sommer hei d' Öutere aus Dienschtlüt em-ene Basler Patrizierhuus gschafft. (Olten)
- I syrə Chindheit het dər Hebu im Winter z Hụsən im Wisətāu gläbt, wo syni Eutərə Wäbər sy gsȳ. Im Summər hei d Eutərən aus Dientschtlụ̈t imnə Baslər Patrizjərhụụs gschaffət. (Bern)
- I sinnra Chindhiit het dr Hebel im Winter z'Hụsen im Wiisəntāl gläbt, wo sinər Eltəra Wääber sy gsyyn. Im Summər hii d Eltərən als Dienschtlüüt immana Basler Patriizierhus gschaffən. (Westliches Berner Oberland)
- Sine Kindheit hät dr Hebl im Wintr i Huusa im Wiesatal verläbt, wo sine Eltra Wäbr xi sind. Im Summr han d’Eltra äs Dientschtlüt inam Basler Patrizjerhuus gschaffat. (Feldkirch, Vorarlberg)
- Als Chend het Hebbl im Wendr in Hausa im Wiesadaal gläbt, wo schine Eltära Wäbr gseä send. Em Sommr schaffäd die Elträra als Magd und Knächt in am Baaslr Patrizier-Huus (Kleinwalsertal, Vorarlberg)
- Si Kindheit hät da Hebl da Winter iber im Wisadal volebt, wo sine Leit Weber gsi sind. Im Summer hond sine Leit imma Basler Patrizierhaus gschaffad. (Rottweil)
- Sini Kindheit het dər Hebel in de Windermuunət als in Huuse im Wiäsədaal värläbbd, wo sini Eldere Wääber gsii sin. Im Summer hänn d’Eldere als Diänschdlit in emə Baasler Batrizierhuus gschafft. (Zell am Harmersbach, Ortenau/Mittleres Kinzigtal)
- As Chind hed der Heebel im Winder als z Huusen im Wiisedaal gläbd, wùù syyni Eldere Wääber gsii sin. Im Sùmer hän d Elderen as Dienschdlyd in eme Baasler Padryyzjerhuus gschafd. (Opfingen, Breisgau)
- Syyni Kindhait het dr Heebel während de Winddermoonet z Huusen im Wiisedaal verläbt, wo syni Elddere Wäber gsi sin. Im Summer hän d’Elddere als Dienschtlyt imene Basler Batrizierhuus gschafft. (Basel)
- Schini Chindheit her där Hebul währund dä Wintärmonatä im Huis im Wiäsutelji värläbt, wa schini Eltru Wäbär sind gsii. Im Summär hent d’Eltru als Diänschtlit imunu Baslär-Paritzer-Huis gschaffut. (Simplon/Kanton Wallis)
- Wo de Hebù no as Chinn gsyy isch, het er während de Wintermaanet z Huuse im Wisetaau gläbt, wo synner Öütere Wääber gsyy sy. Im Sùmmer hii d Öütere ime’n a Basler Patryzier-Huus ùs Dienschtlütt gschaffet. (St. Antoni/Sensebezirk, Kanton Freiburg)
- Sii Chindhäit hed dr Hebl währnd dä Wintrmaanet z Huisä im Wisätal vrbläbt, wo siinr Elträ Wäbr gsi sind. Im Summr häind d Elträ as Tiänschtliit imnä Baslr Patrizier-Huis gschaffed. (Lungern, Obwalden)
- Sini Chendheit hed de Hebu während de Wentermönet z'Huuse im Wiisetau verläbt, wo sini Öutere Wäber gsi send. Em Sommer hend d'Öutere aus Dienschtlüüt imene Basler Patrizier-Huus gschaffet. (Kanton Luzern)
- Syni Chinheit het de Hebel während de Wyntermonet s'Husä im Wysethau verläbt, wo syni Öutere Wäber gsii sy. Im Summer hei d'Öutere aus Dienschtlüüt imene Baasler Patrizierhuus gschaffet. (Oberaargau)
- Sei Kendheit hot dr Hebel während de Wentermonet en Hausen em Wiesatal verläbt, wo sei Eltra Weber waret. Em Sommr hen d’Eltra als Denschtleit em a Basler Patrizier-Haus gschafft. (Schwäbisch aus der Stuttgarter Gegend)
- Sei Kindhait hat da Hebel während da Wintermonät in Hause im Wissedal verläbt, wo sei Eldern Wäber gwä sinn. Im Summer hen d’Eldern als Dienschtlitt imme Basler Patrizier-Huus gschafft. (Kuppenheim, Mittelbaden)
- Sii Kindhait hätt dr Hebbl während dr Wiitermounet z'House im Wisedtaal vrläbt, wo sini Eltre Wäbbr waared. Im Summr hond't'Eltre als Dinschtleit ime Baaslr Patrizier-Hous gschafft. (Schwäbisch-Niederalemannisch vom südwestlichen Großen Heuberg, Schwäbische Alb)
- Sei Kendhait hot dr Hebbl während dr Wentermounet z'House em Wisedtaal vrläbt, wo seine Eltre Wäbbr gsei send. Em Sommr hond/haud 'd’Elt(e)re als Dinschtleit e me Baaslr Patrizier-Hous gschaffet. (Schwäbisch vom nordöstlichen Großen Heuberg, Schwäbische Alb)
- Wô’ra/wôu’ra (wo’r/wo’ar) no a Kind/Kend g'wésar isch, hoddar Hebel íabar d'Windarmonat/Wendarmonat in/en Hâusa/Hâosa im/em Wiasardâl glebbt/gleabt, wo/wôu séine (seine/saine/soine) Eldarn/Eldara Wéébr/Weabar gwésar sin/sen. Im Sommar hând (hand)/hâm (ham/hom) d’Eldarn/Eldara als Dianschtleit in'ram Baslar Patriziar-Hâus-/Hâos gârbad/gschâfft. ([Ost-]Schwäbisch im und um das Augsburger Stadtgebiet)
- Sinre Chkindheid hot de Häbl i de Wintrmohnädd z'Haus em Wiissädaal gläbt, wo d’Eltre Wäbber gsi sind. Em Summr händ d’Eltre aas Dinschtlüüt ge Basel i em Patrizier-Huus gschaffed. (Radolfzell/Bodensee)
- Si Kindhoit hot dr Johann Hebl dr Wintr ibr z`Huuse im Wiisedtal verleabt, wo sine Ealtre Weaber gsi sind. De Summer ibr hond sine Ealtre als Diinschtleit im`ma Baasler Patrizier-Huus gschaffed. (Allgäu)
- Sei Kendheid hôdt d’r Hebl en de Wendrmoonâdt en Hâusâ em Wiisâdaal f’rlâbt, wo seine Leidt Wäabr g’sei send. Em Sommr hand seine Leidt als Dienschtleidt emmâ Baslr Patrizier-Haus g’schaffâd. (Oberschwäbisch, Oberschwaben Bsp: Biberach an der Riß)
- Sai Kindhaeid hot dr Hebl’s Johann da Wintr üabr ge Haouusa im Wiisadaal dunda frläbd, wo sai Leid Wääbr gsai send. Dr Sommr üabr hond saine Eältra als Dianschdleid immara Baaslr Batrizir-Haous (in Basl innaram Haus vo reiche Kaufleid) gschaffad (Oberschwaben / Bsp: Wolfegg / Bergatreute)